# Проба Штанге
Проба Штанге — функціональна проба з затримкою дихання під час вдиху, для оцінки дихальної функції.
Проба виконується в положенні сидячи. Досліджуваний повинен зробити глибокий (але не максимальний) вдих і затримати дихання якомога довше (стискуючи ніс пальцями). Тривалість часу перерви у диханні відлічують секундоміром. В момент видиху секундомір зупиняють. У здорових, але нетренованих осіб час затримки дихання коливається у межах 40-60 сек.  у чоловіків і 30-40 сек. у жінок. У спортсменів цей час збільшується до 60-120 сек. у чоловіків і до 40-95 сек. у жінок.